# 高松琴平電気鉄道
高松琴平電気鉄道株式会社（たかまつことひらでんきてつどう）は、香川県に3つの路線を持つ鉄道会社である。通称はことでん。本社は香川県高松市栗林町二丁目19番20号。グループキャッチフレーズは「うみ・まち・さと - 心でむすぶ」。また、2011年4月から1年間は、ことでん開業100周年記念キャッチフレーズ「ひ や く ?」が併せて使用されていた。マスコットキャラクターはことちゃん。

## 概要
香川県で、高松築港駅から琴電琴平駅までの琴平線、瓦町駅から長尾駅までの長尾線、瓦町駅から琴電志度駅までの志度線の3路線を営業している。
太平洋戦争中の1943年11月1日、陸上交通事業調整法に基づいて高松市周辺の鉄道事業者が合併して誕生した。直後に、同じく高松市周辺のバス事業者を吸収している。
空襲による市内線の焼失、その代替として高松築港までの路線延長を行うなどの結果、1950年代前半に現在の鉄道路線網ができあがった。以降、琴電グループの中心として、鉄道事業・バス事業などを行ない、1970年代には流通事業、ホテル業に進出した。バス事業は1986年に子会社の高松バス（現在のことでんバス）に譲渡している。
転機となるのは、鉄道3線の拠点である瓦町駅の近代化計画である。1970年代に構想が持ちあがったもので、駅ビルを建設し百貨店を開くというものである。しかし、諸般の事情により計画の具体化は1980年代後半となり、着工は1994年、竣工は1997年となった。そしてそごうグループと提携して「コトデンそごう」を設立・開店した。しかし、バブル経済期の甘い見通しのもとに立てられた収支計画、ならびに2000年のそごうグループ破綻の余波を受け、2001年（平成13年）1月22日にコトデンそごうは民事再生法の適用を申請し閉店する。その同社への債務保証が原因で高松琴平電鉄は経営難に陥り、2001年12月に子会社のコトデンバス（現在のことでんバス）とともに民事再生法適用を高松地裁に申請した。結果、琴平電鉄時代からの経営者である大西一族は退陣、代わりに香川日産グループや地元の大手食品メーカー「加ト吉」（現・テーブルマーク）などの支援を受け、経営再建することになった。この再生計画は2006年3月に終了した。
かつては琴電（ことでん）・TKR、後に片仮名書きのコトデンの愛称で親しまれていたが、民事再生法適用申請後、イメージを一新するためにことでんと平仮名書きに改めた（ただし、駅名には漢字の「琴電」が引き続き使われる）。車両の車籍銘板の表記は「高松琴平電鉄」となっている。この表記は直営時代のバスでも用いられていた。
また、2005年2月2日には非接触式ICカードシステムIruCa（イルカ）をことでんバスとともに導入した（四国の鉄道・バスでは初）。

## 歴史

### 東讃電気軌道、四国水力電気、讃岐電鉄

東讃電軌

- 1909年（明治42年）6月8日 - 高松電気軌道に対し軌道特許状下付（高松市西浜町-大川郡志度町間）[7]。同名会社があったため（後述の長尾線の前身会社）、後日、東讃電気軌道に社名変更願出[8]。
- 1910年（明治43年）5月1日 - 東讃電気軌道[9]設立。
- 1911年（明治44年）
  - 2月15日 - 軌道より軽便鉄道へ変更[10]。
  - 11月1日 - 鉄道免許状下付（高松-市内間、志度-松尾間）[11]。
  - 11月18日 - 今橋 - 志度（現在の琴電志度）間が開業[12]。
- 1912年（大正元年）8月4日 - 鉄道免許取消（津田町-松尾村間）[13]。
- 1913年（大正2年）10月15日 - 出晴（現在の瓦町駅志度線ホーム附近） - 今橋間が開業[14]。
- 1915年（大正4年）
  - 4月22日 - 公園前 - 出晴間が開業[15]。
  - 6月24日 - 鉄道免許失効（五番町-玉藻間、古新町-新港間、志度-津田間）[16]。
  - 8月10日 - 軌道特許状下付（高松市内町-香川郡栗林村間）[17]。
  - 8月10日 - 鉄道免許取消（高松市西浜町-香川郡栗林村間）[18]。
- 1916年（大正5年）
  - 9月13日 - 軌道特許状下付（高松市玉藻町-高松市内町間）[19]。四国水力電気

四国水力電気

  - 12月25日 - 四国水力電気が東讃電気軌道を合併[20]。四国水力屋島遊覧電車と呼称。
- 1917年（大正6年）
  - 5月20日 - 市内線 高松駅前 - 公園前間が開業[21]。列車は既開業区間と直通。
  - 7月13日 - 市内線 築港前 - 高松駅前が開業[21]。
- 1942年（昭和17年）4月30日 - 電力統合に伴い四国水力電気が解散。鉄軌道事業は讃岐電鉄[22]が設立され引き継ぐ。

### 高松電気軌道

高松電軌

- 1907年（明治40年）5月30日 - 軌道特許状下付（高松市新湊町-大川郡長尾村間他）[7]。
- 1909年（明治42年）10月28日 - 高松電気軌道設立[23][24]。
- 1912年（明治45年）
  - 4月30日 - 高松電気軌道が出晴 - 長尾間を開業[23]。
  - 7月25日 - 鉄道免許状下付（大川郡長尾村-同郡白鳥本町間）[25]。
- 1916年（大正5年）4月24日 - 鉄道免許失効（大川郡長尾村-同郡白鳥本町間）[26]。

### 琴平電鉄

琴平電鉄

- 1920年（大正9年）2月7日 - 金比羅電鉄に対し鉄道免許状下付（香川郡栗林村-仲多度郡琴平町間）[27]。
- 1920年度 - 琴平電鉄に名称変更[28]
- 1924年（大正13年）7月28日 - 琴平電鉄設立[29][30]。
- 1925年（大正14年）10月23日 - 鉄道免許状下付（高松市塩上町-同市桜町間）[31]。
- 1926年（大正15年）12月21日 - 栗林公園 - 滝宮間が開業[32]。
  - 当時の私鉄としてはハイレベルな設備といわれ、「讃岐の阪急」という異名も取った。
- 1927年（昭和2年）
  - 3月15日 - 滝宮 - 琴平（現在の琴電琴平）間が開業[33]。
  - 4月22日 - 高松（現在の瓦町） - 栗林公園間が開業[34]。全通。
- 1938年（昭和13年）5月1日 - 塩江温泉鉄道（仏生山 - 塩江）を合併[35]。塩江線とする。
- 1941年（昭和16年）5月10日 - 塩江線を廃止[36]。

### 高松琴平電気鉄道
- 1943年（昭和18年）

高松琴平電鉄

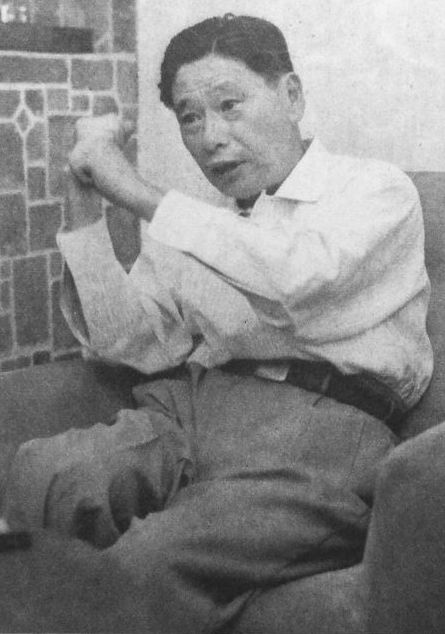
社長・大西禎夫（1955年）

  - 11月1日 - 讃岐電鉄・琴平電鉄・高松電気軌道が合併し高松琴平電気鉄道が発足[37]。讃岐電鉄の路線が志度線および市内線、琴平電鉄の路線が琴平線、高松電気軌道の路線が長尾線となる。
  - 12月1日 - バス16社と八栗登山鉄道のバス部門を合併。
- 1945年（昭和20年）
  - 1月26日 - 国の命令により志度線 八栗 - 志度間を休止、資材供出。
  - 7月4日 - 高松空襲により市内線・志度線の築港前 - 公園前 - 出晴間が不通となり休止に。
  - 7月30日 - 志度線、長尾線は空襲で焼失した出晴駅を廃止し瓦町駅を起点に変更。
- 1948年（昭和23年）
  - 2月18日 - 築港線 片原町 - 琴電高松（現在の瓦町）間が開業。列車は琴平線が直通。
  - 12月26日 - 築港線 築港（仮駅、1954年に高松築港に改称） - 片原町間が開業。
- 1949年（昭和24年）10月19日 - 志度線 八栗 - 琴電志度間を復旧し営業再開。
- 1951年（昭和26年）12月26日 - 長尾線 瓦町 - 花園間を現在線に変更。
- 1953年（昭和28年）10月20日 - 築港 - 瓦町間に志度線の乗り入れが開始
- 1955年（昭和30年）9月10日 - 築港線 高松築港駅を本駅に移転。
- 1957年（昭和32年）
  - 1月8日 - 市内線の築港前 - 公園前間を正式に廃止。
  - 8月15日 - 志度線の公園前 - 瓦町間を正式に廃止。
- 1958年（昭和33年）3月1日 - 琴平線に3往復の急行列車の運転を開始、停車駅は高松築港、瓦町、栗林公園、琴電琴平。また陶信号所を新設すると共に岡田駅に交換設備を設置。
- 1961年（昭和36年）12月 - コトデンタクシー株式会社設立
- 1964年（昭和39年）3月 - 出晴検車場 設置
- 1965年（昭和40年）12月 - ストアー事業（コトデンストアー、後にコトデンスーパー）を分社。琴電商事株式会社設立。
- 1966年（昭和41年）8月2日 - 志度線と築港線（志度線列車線）の架線電圧を1500Vに昇圧。
- 1967年（昭和42年）
  - 3月31日 - 急行列車の廃止
  - 4月1日 - 準急列車の運転を開始、停車駅は高松築港 - 岡本の各駅と滝宮、琴電琴平。
  - 5月21日 - 高松築港 - 瓦町間を単線並列運転から複線運転に切り替え。
- 1969年（昭和44年）
  - 2月 - 出晴検車場を瓦町検車区に変更。今橋工場を閉鎖。
  - 12月 - 株式会社屋島水族館設立。
- 1971年（昭和46年）
  - 3月10日 - 鉄道線全線で列車無線の使用を開始[38]。
  - 4月 - 高松グランドホテル株式会社設立。
- 1976年（昭和51年）
  - 8月1日 - 志度線 今橋 - 松島二丁目間で、信号無視による正面衝突事故が発生。204人が負傷[39]。
  - 12月26日 - 長尾線の架線電圧を1500Vに昇圧[40]。
- 1977年（昭和52年）11月 - 今橋工場跡地に今橋検車区を開設。瓦町検車区を廃止、留置線化。
- 1979年（昭和54年）3月1日 - 志度線にATS設置され全線設置完了。
- 1986年（昭和61年）4月 - バス事業を高松バスに譲渡。高松バスはコトデンバス（現在のことでんバス）に改称。
- 1987年（昭和62年） - 一宮駅を西方に移設
- 1991年（平成3年）3月15日 - 準急列車、陶信号所の廃止、陶駅に交換設備が設置された。
- 1994年（平成6年）6月26日 - 瓦町駅改良工事着工[41]。志度線は長尾線・琴平線と線路が切り離される[41]。代わりに長尾線の列車が築港線に直通[41]。
- 1996年（平成8年）12月21日 - 瓦町新駅舎（コトデン瓦町ビル）完成。
- 1997年（平成9年）4月23日 - 350億円の債務保証を行い、コトデン瓦町ビルにそごうグループと提携した百貨店の「コトデンそごう」を開業[42]。
- 2000年（平成12年）7月12日 - そごうグループが破綻。
- 2001年（平成13年）
  - 1月22日 - コトデンそごうが高松地裁に民事再生法の適用を申請[3]（2003年清算）。
  - 4月 - 高松グランドホテル（高松築港駅）閉店。
  - 4月15日 - コトデンそごう閉店[42]。
  - 7月23日 - 子会社の琴電商事が自己破産。
  - 8月 - 高松グランドホテルが自己破産。
  - 9月1日 - コトデンそごうの後継テナントとして高松天満屋がコトデン瓦町ビルに入居[43]。ただし賃貸料はコトデンそごう時年間14.5億円[44]の約半分の年間7.5億円で入居保証金0[45]。負債吸収ならず。
  - 12月7日 - 高松地裁に民事再生法適用を申請[5]。
- 2002年（平成14年）
  - 7月 - 高松地裁から再生計画の承認を受ける。
  - 8月8日 - 香川日産自動車前社長の真鍋康彦が社長に就任、新体制が始まる。
- 2005年（平成17年）2月2日 - 非接触式ICカードシステムIruCa（イルカ）導入[6]（これに伴い紙の回数券、及び鉄道における紙の定期券は全廃）。
- 2006年（平成18年）3月 - 民事再生法に基く再生計画が終了。
- 2007年（平成19年）7月31日 - 通常営業用車両の100%冷房化を達成。
- 2011年（平成23年） - 開業100周年。記念電車などが運転、一部列車にヘッドマーク掲出[46]。
- 2013年（平成25年）12月15日 - 全駅に駅ナンバリング導入。
- 2014年（平成26年）
  - 3月31日 - この日限りで高松天満屋が閉店。
  - 6月18日 - 真鍋康正が社長に就任。
- 2015年（平成27年）10月23日 - コトデン瓦町ビルに商業施設「瓦町FLAG」がオープン。
- 2018年（平成30年）3月3日 - 琴平線・長尾線・志度線で始発より全国相互利用サービス対応の交通系ICカード利用開始[47][48]（これに備え、IruCa以外のICカードに対応する簡易改札機と自動改札機に更新されている[49]）。
- 2019年（平成31年）4月1日 - ことでんサービスのビル管理事業を譲り受ける。
- 2022年（令和4年）4月16日 - 志度線のワンマン運転を開始
- 2023年（令和5年）
  - 3月18日 - 長尾線のワンマン運転を開始
  - 4月11日 - 長尾線内の踏切で、遮断機が下りないトラブルが発生。その後国土交通省四国運輸局は、過去2年以内に類似の事例が4件発生していたことも鑑み、同社に改善を指示[50][51][52]。
  - 5月20日 - 運賃改定。初乗り200円、最大100円の値上げ実施[53]。
  - 8月21日 - 前述の踏切トラブルを受け、真鍋康正社長の引責辞任を発表[54]。
  - 8月30日 - 新体制で安全対策を進めるため、植田俊也専務の新社長昇格と、9月1日付で社長直轄となる「安全対策推進室」の新設を発表[55]。

### 民事再生法申請後の主な施策

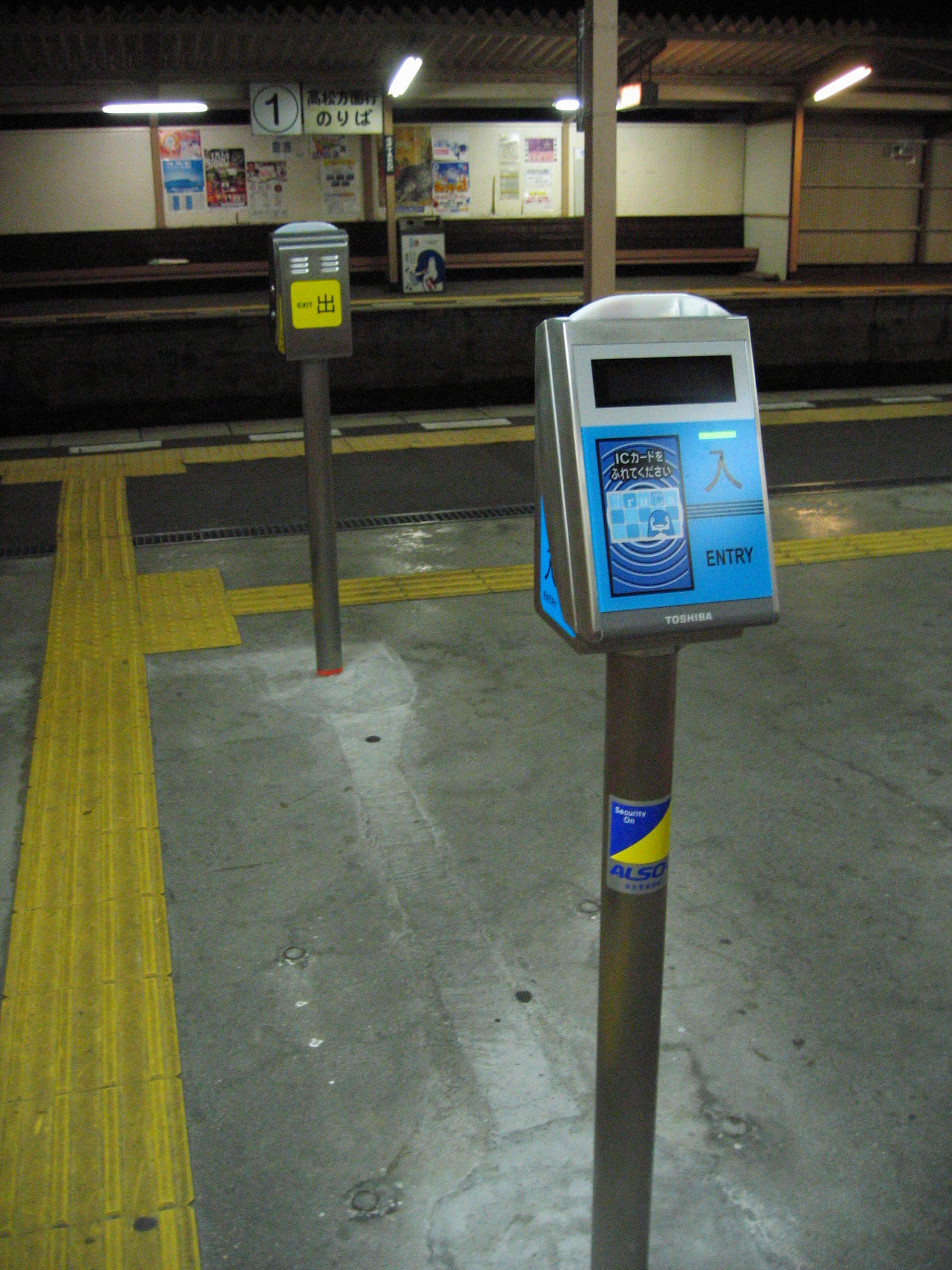
簡易IruCa改札機

民事再生法適用前のサービスはことでんバスとともに良くはなく、バス運転手や車掌、駅員の乗客に対する横柄な態度も問題視されていた。そのため民事再生法適用時も「身から出た錆」「鉄道は要るが琴電は要らない」など住民は琴電擁護や支援に消極的だった（後述するマスコットキャラクター「ことちゃん」がイルカになった理由は、この時に「琴電は要るか、要らないか」と話し合ったことに由来する）。香川日産出身の真鍋社長就任後はサービス改善を最重要事項とし、以下のような取り組みを行なった。その結果、住民からの信頼も少しずつながら取り戻しつつある。
- ICカード「IruCa」の導入
- 企画乗車券「ことでん・JRくるり〜んきっぷ」、「ことでんフリーきっぷ」などの発売。
- 駅の改装
  - トイレのリフォーム（利用者からの改善要望が最も多く、最初に力を入れた）
  - 駅名標の更新
  - 栗林公園駅全面改装
- ことでんバスとの連携強化
  - 駅近くのバス停留所名を「ことでん○○駅前」に改称し、利用者にわかりやすくした（「円座駅」など）
- CTCの導入
  - 国土交通省の鉄道軌道近代化設備整備費補助金制度（通称近代化補助）および香川県ほか周辺自治体の補助を受けて実施
- ATSの更新 高松築港駅に設置された、過走防止用ATS地上子

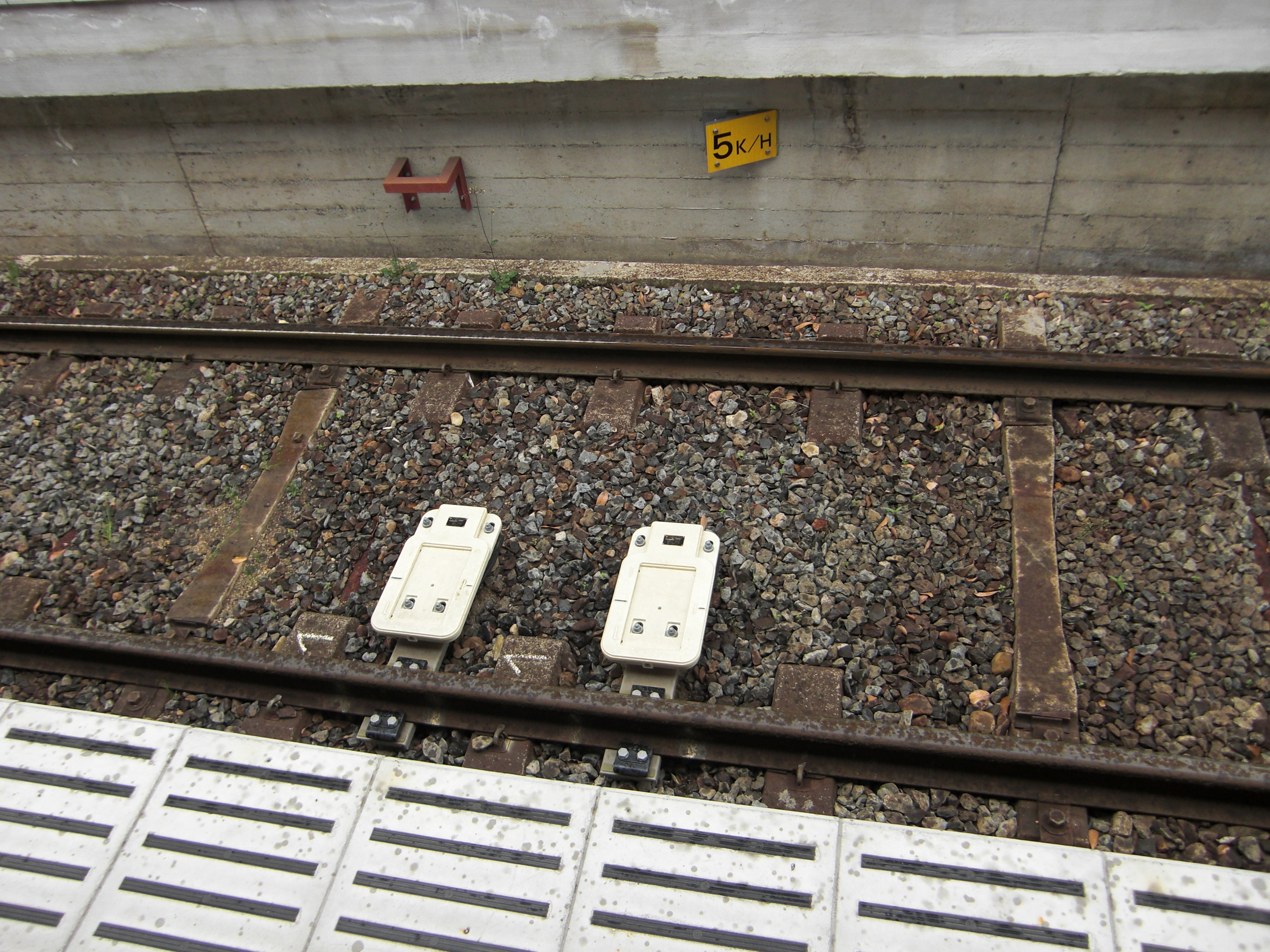
高松築港駅に設置された、過走防止用ATS地上子

  - 同社のATS装置（大同信号製）は、停止現示の絶対信号機直下の地上子を通過（信号冒進）すると即座に非常ブレーキをかける絶対停止機能をもち、保安度の高いATSであったが、2005年の土佐くろしお鉄道宿毛駅衝突事故とATS装置の更新時期を契機に、終端駅の過走防止対策を施したATSへ更新することとなった。このATSは車上時素式速度照査機能をもったATS（従来型と同じく大同信号製）で、頭端式ホームをもつ高松築港・瓦町[注釈 2]・仏生山[注釈 3]・一宮[注釈 4]・琴電琴平駅・長尾駅・琴電志度駅の各駅には、過走防止対策として20km/h、15km/h、10km/h、5km/hの4段階で速度照査を行う車上時素式速度照査地上子を設置した。これらのATSの更新も国土交通省の近代化補助を受けて行われている。

- デッドマン装置の取り付け

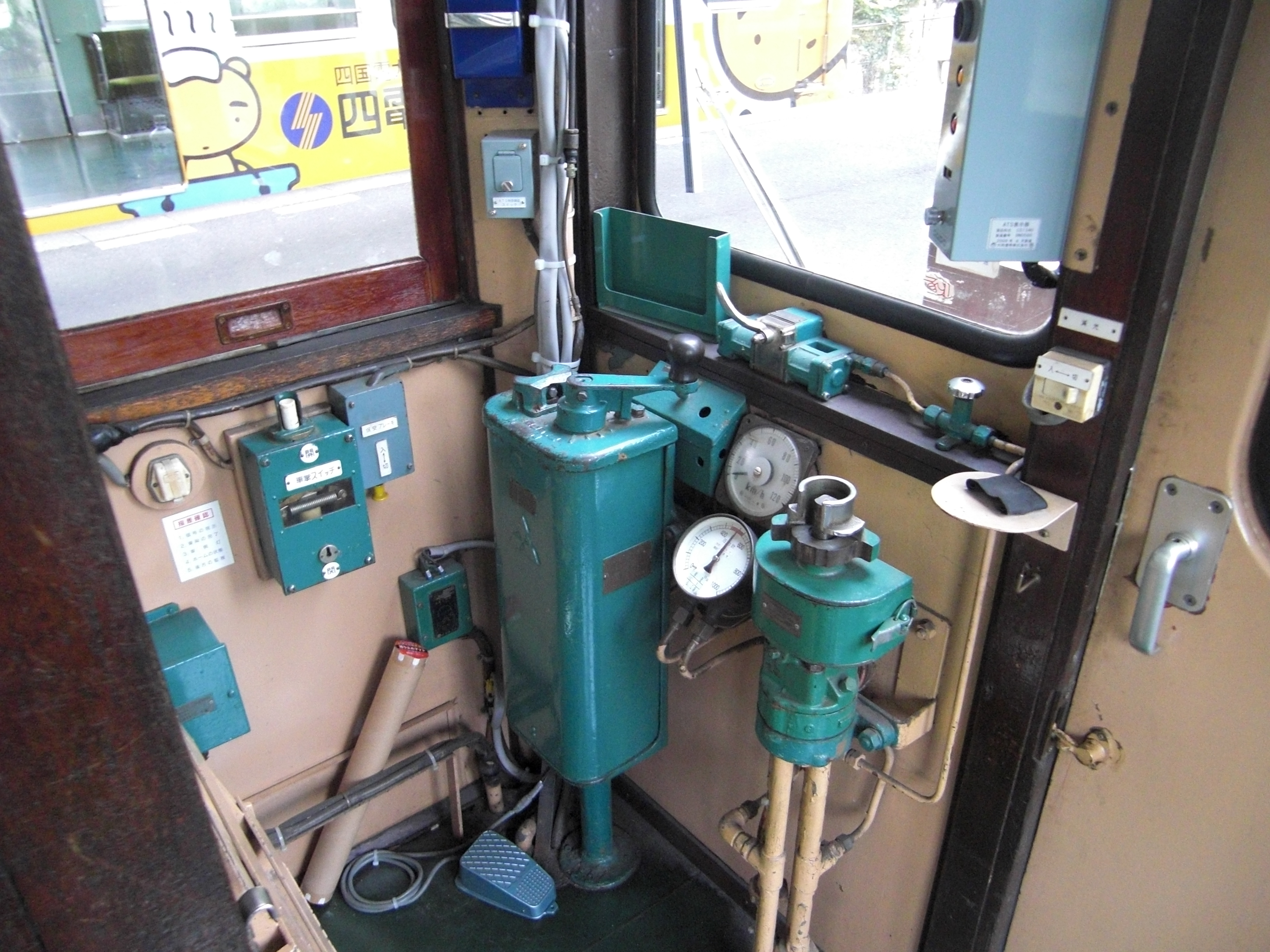
足踏式デッドマン装置を設置した 20形23

  - 2006年の鉄道に関する技術上の基準を定める省令の改正により、車両にデッドマン装置または緊急列車停止装置（EB装置）を設置することが義務づけられたのに伴い、2009年度当時保有していた営業用旅客車80両、動態保存車4両、合計84両に足踏式デッドマン装置が設置された[注釈 5]。これ以後に導入された車両にも同様に設置されている。
- 「駅長」の呼称は無くなり、運行管理の責任者は運転営業所営業係に一元化される。従来の駅長に相当し駅における運転業務を取り扱う運行管理営業係は、琴平線で高松築港駅・片原町駅・瓦町駅・仏生山駅・琴電琴平駅に常駐勤務している。
- 有人駅の営業時間短縮および駅員無配置化、駅業務の子会社（ことでんサービス）の業務委託を行っている。（2024年11月現在、駅業務に関しては電鉄本体に戻されており、駅員の正社員化も行っている）
- 無人駅に簡易型自動券売機を導入し、乗車券発売委託を全廃。
- 運行管理を除く営業関係の駅員は、ことでんサービスに業務委託化されている。（現在は業務委託廃止）
- 路線別のイメージカラー（ラインカラー）を制定。
- 冷房化推進のため新型電車を導入し、旧型の非冷房車を置き換え。
  - 「電鉄倶楽部」などの鉄道ファンの強い要望により、一部の車両はイベント運転用に保存。廃車前には「さよなら運転」を行い、鉄道ファンへのサービスとともに増収にも貢献した。さらに、一部は「さぬきこどもの国」、「玉野市電保存会」、「道の駅源平の里むれ」などの施設に静態保存された。
- マスコットキャラクター「イルカのことちゃん」の誕生。
  - 2002年8月8日に誕生。2003年5月2日には恋人「ことみちゃん」が誕生し、2011年11月18日に金刀比羅宮にて結婚式を挙げる[4]。2013年ご当地キャラ総選挙にて3位入賞を果たし、高松特別ゆめ大使に任命された。さらに2015年10月10日には娘が誕生し[57]、一般公募により「ことのちゃん」と名付けられた[58]。
- ことでん電車まつりの開催
  - 毎年11月3日に、仏生山工場・瓦町FLAGでことでん電車まつりを開催しており、ファミリー向けの体験イベントや、鉄道ファン向けの鉄道部品販売や車掌コンテストなどを実施している[59]。それに加えて2018年からは3月に春の電車まつりを開催している[60]。

### 経営再建後の主な施策
2006年に民事再生法に基く再生計画が終了し、経営再建を果たした後も、以下のような施策が行われている。
- 毎月最後（12月は毎週）の金曜日に「午前0時便」と銘打ち、高松側ターミナルを午前0時以降に発車する列車を増発して最終列車の時刻を延長。
  - 2010年4月より毎週金曜日（年末年始の12月30・31日と金曜日が祝日に当たる日を除く）に拡大されている[61][62]。当初2011年3月までの予定であったが、利用者が10,000人を越え乗客から好評であることから、2014年3月まで3回延長され、この施策は継続されることになった[63]。
  - しかし、2020年の新型コロナウイルス感染症の影響で同年3月から運休となり[64][65][66]、同年11月28日のダイヤ改正で正式に廃止される（通常の終電自体も繰り上げられる）[67]。
- サイクルトレインの実施（2015年7月から）
  - 志度線において、土日祝日の一部ダイヤで、自転車をそのまま持ち込めるサイクルトレインを実施している[68]。
- 車両工場写真集『ことでん仏生山工場』の発売
  - 2011年、開業100周年を記念して香川県の写真家GABOMIによる車両工場の写真展を開催し、その後赤々舎から写真集となって刊行された[69]。
- LINEスタンプ
  - マスコットのことちゃん・ことみちゃん、ことのちゃんを使ったLINEスタンプを2014年から発売している。
  - 2014年に第1弾[70]、2016年に第2弾[71]、2018年に第3弾[72]を発売。
- 電車内での演劇
  - シアターキューブリックによる車内演劇「ことでんスリーナイン」を2015年に開催[73]。
- 記念映画
  - 開業100周年を記念して、2本の映画が制作された。
    - 篠原ともえ主演『猫と電車―ねことでんしゃ』[74]
    - ミッキー・カーチス、木南晴夏主演『百年の時計』
- 文学賞
  - ブックカフェ半空と共同で、「ことでんストーリープロジェクト」と題した文学賞を企画。受賞作品は車内で掲出される[75]。
- 交通系ICカードの全国相互利用サービスを導入（2018年3月から）[48]
  - Suica、ICOCA、PASMO等の交通系ICカードで乗車することができる。逆にことでんのIruCaを他のエリアで使うことはできない。
- ロックバンド「くるり」による瓦町駅発車メロディ（2018年3月21日から）[76]
  - 瓦町駅1番ホームの発車メロディは、くるり作曲の「コトコトことでん」である。同曲は2011年のことでん開業100周年を記念して開催された、くるりの仏生山工場でのライブで初披露された[77]。
- デジタル乗車券として「24時間フリーきっぷ」「48時間フリーきっぷ」を発売。レシップの「QUICK TRIP」、RYDEの「RYDE PASS」アプリで購入可能[78]。

## 路線

### 現有路線
- 琴平線 高松築港駅 - 琴電琴平駅 32.9km 23駅
- 長尾線 瓦町駅 - 長尾駅 14.6km 16駅
- 志度線 瓦町駅 - 琴電志度駅 12.5km 16駅

琴平線のうち高松築港駅 - 瓦町駅間（高松市内三駅）は「築港線」とも呼ばれる。ラインカラーは琴平線がイエロー、長尾線がグリーン、志度線がローズピンク。
全線とも軌間は1435mm（標準軌）で、四国で唯一現存する採用例である。動力に電気（直流1500V）を使用し、列車集中制御装置 (CTC) を導入している。路線はすべて讃岐平野に存在し、一切トンネルが存在しない。
紙の乗車券のみ途中下車の制度があり、指定された駅に限りその駅までと同額の乗車券でなければ途中下車が可能で、指定駅であっても無人駅や係員不在時には下車時に列車の乗務員に乗車券を提示の上で申告すれば途中下車ができる。IruCaを含むICカード利用の場合は途中下車制度は適用されない。
現有3線は元々それぞれが別々の会社・規格によって建設され、その名残で軌道として建設された長尾線と志度線は鉄道として建設された琴平線に比べて駅の平均的な設置間隔が短く、特に志度線に至っては琴平線の2倍の密度で駅が設置されている（琴平線の平均駅間距離1.65kmに対し長尾線の平均駅間距離は0.97km、志度線の平均駅間距離は0.83km）。

高松琴平電気鉄道の路線図

### 運転形態及び変遷
琴平線高松築港駅 - 一宮駅間は日中15分間隔、その先琴電琴平間は日中30分間隔、長尾線・志度線は日中24分間隔の中頻度運転を行っている。長尾線の列車も乗り入れる琴平線高松築港駅 - 瓦町駅間は日中毎時6 - 7本、朝ラッシュ時には最大1時間あたり13本の列車が運行されている。
琴電の所有する各路線は架線電圧や車両のサイズなど、直通可能な路線や使用可能な車両の組み合わせが独特の変遷を遂げてきた。それらの主な変遷を時系列で記せば、概ね以下の通りである。
1. 志度線昇圧まで - 琴平線は架線電圧1500Vで、築港線（高松築港駅-瓦町駅）を単線運転し、琴平駅に向かう。志度線も築港線に直通するが、600Vのため単線運転つまり単線並列で運転され、瓦町駅でスイッチバックを行って志度駅に向かっていた。長尾線は600Vで瓦町駅折り返し。
2. 1966年 - 志度線が1500Vに昇圧されると、築港線は複線運転となった。各路線の運転系統は1と同じ。
3. 1976年12月23日 - 長尾線が1500Vに昇圧されると、志度線と長尾線の使用車両が共通化された。ここでも運転系統は1,2と同じ。
4. 1994年6月26日 - 瓦町駅の改良工事にともない、志度線は線路が分断された瓦町駅で折り返し運転。逆に長尾線が琴平線同様、築港線へ直通運転を行うことになった。
5. 2006年 - 車両寸法の制限が琴平線は18m強（これまでの入線車両でもっとも長かったのは、譲渡元の阪神電気鉄道で新性能車として使われていた車両）、志度線は16m、長尾線は17mと差があったが、長尾線も18m車入線可能に改良し、長尾線と琴平線で車両規格を共通化した。ただし走行性能の違いなどから、使用形式は区別されている。以後この形態が続いており、新たな変更の計画は公表されていない。

### 廃止路線・区間
前身各社の廃止路線も含む。
- （高松）市内線 築港前駅 - 公園前駅 2.4km
- 塩江線 仏生山駅 - 塩江駅 16.1km
- 志度線 出晴駅（現・瓦町駅付近）- 公園前駅 1.2km

## 車両

### 総説
2020年10月現在、営業用旅客車80両（琴平線20編成40両、長尾線10編成20両、志度線20両）、動態保存車2両、業務用車両2両の計84両を保有する。これは鉄道線に限ると地方都市の民営鉄道としては最も多いが、軌道線（路面電車）車両を含むと広島電鉄、伊予鉄道などがこれを上回る。
琴電を構成した各社は車両を自社発注していたが、琴電成立後は一部を除き他社からの譲渡車両が投入されている。出自も日本国有鉄道（国鉄）、東武鉄道、京浜急行電鉄（京急）、京王帝都電鉄（現・京王電鉄）、名古屋鉄道、名古屋市営地下鉄、近畿日本鉄道（近鉄）、阪神電気鉄道、山陽電気鉄道、山形交通、東濃鉄道、三岐鉄道、玉野市営電気鉄道と多彩をきわめ、形式も細分されていたことから、鉄道ファンの間では広島電鉄ともども「動く電車の博物館」と呼ばれていた。
これは戦後復興期以降、1970年代中盤まで、一貫して輸送力の増強を行う必要があり、いわば「質より量」が求められていたためである。それでも琴平線では、暫時車両の代替と、ある程度の車種統一が行われ、1970年代 - 1980年代前半は元名古屋鉄道および阪神電気鉄道、三岐鉄道の車両が投入された。1985年以降は元京浜急行電鉄および京王帝都電鉄の車両が投入され、2005年に冷房化100%を達成した。
一方、長尾線・志度線は路線規格の問題で、18m級以上の琴平線レベルの車両の入線が不可能だった。このため、大手私鉄から小型車両が淘汰された1980年頃を境に代替が止まった。ゆえに、平成時代になっても戦前 - 昭和20年代に製造された車両で運行されていた。1998年以降には名古屋市営地下鉄の車両を京王重機整備経由で導入し、車両の近代化・冷房化と車種統一を急速に進めたものの、旧型車すべてを置き換えるほどの車両の確保はできなかった。
そのため、2000年代中盤の民事再生法適用下での経営方針策定で、長尾線に関しては琴平線レベルに路線改良を行い、中型車の導入を行なうことになった。2006年に改良工事が竣工し、同年から翌年にかけて2両編成5本の中型車を投入して旧型車を淘汰した。また、冷房付き小型車にも余剰が発生したが、これらは志度線に転用され、同線の旧型車を淘汰した。これにより営業用旅客車両の冷房化率100%を2007年7月に達成した。また、非冷房車である旧型車のうち5両をイベント等のための動態保存車とした。
また、同じ頃に合理化案として列車のワンマン運転化を検討していたが、採算性が疑問視されたことから、駅の無人化と引き換えに廃案となった。その後、2022年4月16日から志度線において平日朝ラッシュ時1往復を除く全列車でワンマン運転を行っている。(2024年11月現在志度線では今橋工場出入庫の回送列車およびイベント時3連運行のときを除きすべてワンマン運転である)
2020年には、自社保有車両のうち、京浜急行電鉄からの譲渡車の比率が50%を超える状況となった。
2023年7月の移動等円滑化取組計画書によると、バリアフリー化を推進するため、2024年度より車両の設計を始め、2025年度より車両の更新を行う計画がある。

#### 機器面での特徴
制御装置・ブレーキの特徴
制御装置は抵抗制御、ブレーキは電磁直通ブレーキに統一されていて、四国の電車保有会社で唯一VVVFインバータ制御や電気指令式ブレーキを一切導入していない。
ラッシュ時と日中で輸送量の差が大きく、車両の増解結を頻繁に行うため、原則として異なる車両同士でも連結運転できるように主幹制御器を統一しノッチ段数を統一することで手動加速制御車と自動加速制御車の総括制御を実現した（なお、一般営業用の手動加速車は琴平線では2005年に廃止。長尾線・志度線では2007年に廃止され、自動加速に統一されている）。ただし、1300形はこの改造がされなかったことから、1300形同士としか連結できない。
手動加速車の直列制御ノッチは5段、並列制御ノッチは4段で、自動加速車もこれに合わせている。自動加速車は主幹制御器の位置に関わらず直並列制御の最終段まで自動進段する。
自動加速車が手動加速車を併結した場合、手動加速制御車に操作を合わせる。操作は手動加速になるが自動加速車両は自動的にそれぞれの最終段まで進段する。そのため最初は起動加速力の良い手動加速車が威力を発揮し、手動加速車が並列最終段まで達した後は高速性能の良い自動加速車が手動加速車を牽引するといった運転も行われていた。
ブレーキは SME（非常弁付直通ブレーキ）に電磁給排弁を付加して応答性の向上と長編成化への対応を実現した電磁SME、ブレーキシューは鋳鉄製に統一されている。もと発電制動併用電磁直通ブレーキ (HSC-D) 装備車はセルフラップ機能のカット（ブレーキ弁の電気接点付き三方弁への交換）を行い、電磁SME-Dとしている。電磁SMEで電制を併用した場合、低速域に入り電制が失効すると制動力が半減するが、制輪子に低速域での減速性能が良い鋳鉄シューを用いることでブレーキ力を確保している。また、空気圧縮機も自動加速車はC-1000形、手動加速車はDH-25形でそれぞれ統一されている。
なお、これらの改造が行なわれていない1300形は他車との併結ができないため、他編成との連結の必要がない長尾線で使用されている。
台車・主電動機の交換
1982年の1053形（初のカルダン駆動車）より前に導入された車両は、台車・主電動機の交換を頻繁に行っていた。従って各車両の記事にある車両の履歴は車体を基準としたものである。
その他
客用扉の車掌スイッチは他の鉄道と操作が逆で、「開」は車掌スイッチを上から下、「閉」が下から上である。このタイプの車掌スイッチを使用している鉄道会社としては、他には近畿日本鉄道が挙げられる。
増結・解放を非常に多く行うため、正面非貫通の車両は多くが貫通式に改造されていたが、非貫通のままの車両も存在した。
再開発が行われる前までは瓦町駅のホームが急曲線上にあったため、18m級の3扉車では中央の扉とホームの隙間に乗客が転落する危険性があるとの理由から、1050形以降入線した一部の車両は譲渡時に中央の扉を埋めて2扉に改造していた。1080形以降は扉改造をせず譲渡前のままで入線している。

#### 車両番号
合併の際に長尾線車両を20 - 30番台に改番したほかは、もとの事業者での車両番号をそのまま使用した。これが元で、長尾線・志度線車両が00 - 99、琴平線車両が100以降という法則ができあがった（40番台と400番台は忌み数として欠番になっている）。ただし、琴平線と長尾線・志度線の間を転属した車両についてはこの限りではない。
琴平線では琴平電鉄時代の方式を踏襲し、形式より車両番号が1桁小さく、かつ2桁目が進む独特の車両番号体系が用いられた（例えば1000形の車両番号は100・110・120…となる）。1960年ごろを境に新規導入の車両形式は車両番号と同じ3桁となったが、2桁目が進む方式は相変わらずだった。一方、10000形1001-1002以降の固定編成で入線した車両及び18m級以上の車両は、1000番台の車両番号が振られている。こちらは1桁目が増えていく通常の方式である。形式も10000と12000を除いて、車両番号と同じ4桁である。
長尾線・志度線は10番単位で形式を振り、その中で1桁目が続番となる。しかし、使える車両番号が00 - 39、50 - 99に限られる（40 - 49はやはり忌み数として欠番になっていた）ため、ある形式の消滅後にすぐに2代目、3代目として同一形式・車両番号が振られる事態が多発した。結局、600形の入線時にこの法則は撤廃されている。

### 現存形式
形式番号の小さい順に列記する。2020年10月現在。

#### 琴平線
2両編成20編成40両
- 600形（0番台） - 元、名古屋市営地下鉄250形・1000系列中間車 2編成4両
- 1070形 - 元、京急600形（2代） 2編成4両
- 1080形 - 元、京急1000形（初代） 5編成10両
- 1100形 - 元、京王5000系（初代） 4編成8両
- 1200形（1200番台） - 元、京急700形（2代） 7編成14両

#### 長尾線
2両編成10編成20両
- 600形（0番台） 2編成4両
- 1200形（1200番台） 1編成2両
- 1200形（1250番台） 3編成6両
- 1300形 - 元、京急1000形（初代）4編成8両

#### 志度線
2両編成8編成16両、その他4両、計20両
- 600形（620番台） 6編成12両
- 600形（800番台） 4両
- 700形 - 元、名古屋市営地下鉄300形・1200形 2編成4両

#### 事業用車両
- 1000形・3000形 - 琴平電鉄自社発注車 各1両
- デカ1形（電動貨車）
- 13000形（無蓋貨車）

### 導入予定車両
- 2000形（2代）[82] - 2025年以降に導入予定。1010形以来65年振りの自社発注車として、設計中である[80][83]。

### 消滅形式
最終配置線区別、琴電及び前身事業者での入線順に列記する。

#### 琴平線
- 5000形 - 琴平電鉄自社発注車
- 11000形 - 元、国鉄ワフ25000形
- 10000形 - 急行「こんぴら号」用。自社発注車
- 12000形 - 急行「りつりん号」用。元、国鉄モハ1200形・クハニ7200形←93形・95形←富士身延鉄道モハ100形・クハユニ300形
- 1010形 - 急行「こんぴら2号」用。自社発注車
- 8000形・820形 - 元、国鉄クハ5610形←豊川鉄道クハ100形
- 950形 - 元、国鉄オハ31形客車
- 1020形 - 元、名鉄3700系 (2代)
- 1050形・1053形・1060形 - 元、阪神5001形・5231形・5101形
- 1013形・1063形 - 元、三岐鉄道モハ120形・130形・クハ210形

#### 長尾線・志度線
- 01形 - 東讃電気軌道自社発注車
- 変1形 - 四国水力電気自社発注車
- 20形 (初代) - 高松電気軌道自社発注車
- 30形 (初代) - 高松電気軌道自社発注車
- 50形 (初代) - 四国水力電気自社発注車
- 7000形→880形・9000形 - 元、東武←総武鉄道モハ1000形・クハ1200形
- 60形・70形 (初代) - 元、東急クハ5100形←京浜電気鉄道29号形、山陽1000形他
- 80形 (初代) - 元、山陽36形
- 20形 (2代) - 元、京急デハ110形
- 2000形（初代） - 元、国鉄←宮城電気鉄道クハ301←サハ301形
- 6000形 - 元、国鉄1形・6形←15形・10形←23500形・33500形
- 920形 - 元、山陽100形
- 10形・90形 - 元、京急クハ120形←東急5120形←京浜電気鉄道41形
- 20形（3代） - 元、近鉄モ5620形←大阪鉄道デロ20形
- 30形 (2代)・50形 (2代) - 元、阪神881形
- 850形 - 元、国鉄クハ6010形←南武鉄道クハ250形
- 750形 - 元、玉野市←備南電気鉄道モハ100形
- 70形 (2代)・80形 (2代) -元・東濃鉄道モハ100形・クハ200形（一部は←日本国有鉄道←南武鉄道モハ100形）
- 780形→860形 - 元、山形交通三山線モハ111形←西武モハ221形（クハ1221形）←モハ251形←モハ200形
- 740形→890形 - 元、山形交通高畠線モハ4←西武クモハ151形←モハ550形
- 30形 (3代) - 元、京急デハ230形←東京急行電鉄←京浜電気鉄道・湘南電気鉄道

### 保存車両

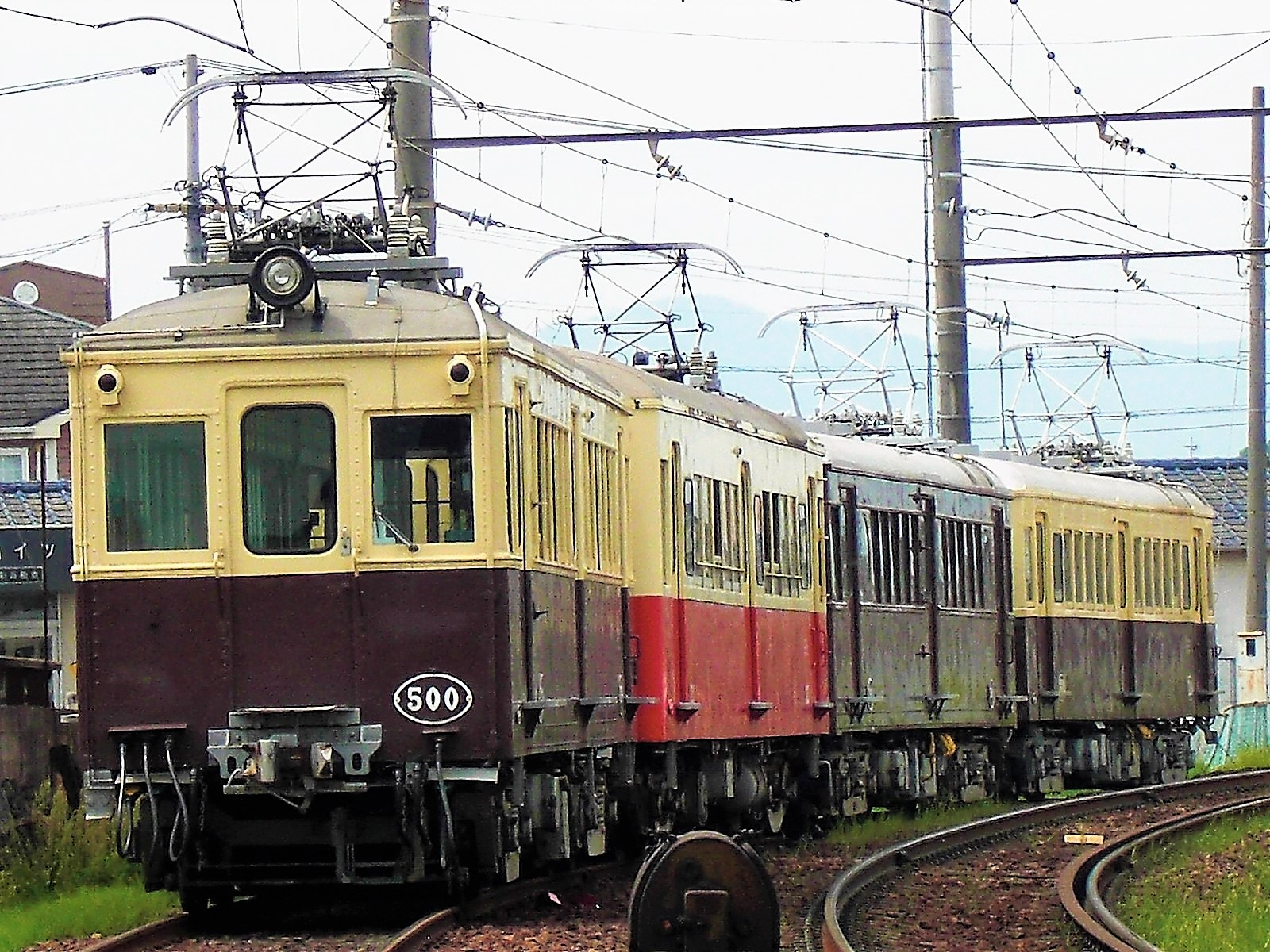
動態保存車4両。手前から5000形・20形・3000形・1000形（2018年5月）

廃車後はほとんどの車両が解体処分されていたが、2000年代に入り、他者の手で静態保存された事例がある。公共施設に保存された例は公式サイトでも挙げられている。また、レトロ電車として動態保存していた20形23号・5000形500号・1000形120号・3000形300号を2021年5月までに廃車する計画があり、引き取り手の募集が行われた。同年10月までに23号・500号は保存先が決定したが、120号・300号は同年11月のさよならイベント後も当面仏生山工場で作業用車両として使われる。
- 62号：さぬきこどもの国（高松市香南町由佐）[84]
- 760号：玉野市総合保健福祉センター（通称・すこやかセンター 岡山県玉野市） 玉野市電保存会による保存[84]。
- 335号：道の駅「源平の里むれ」（高松市牟礼町原）[84]
- 23号：通称・お遍路さんのお休み処（高松市牟礼町大町）NPO法人88（エイティエイト）による保存[87]。
- 500号：南部開発（高松市勅使町）[85]
- 810号・820号：（丸亀市内）個人所有

## 車両工場
車両検修施設として以下の工場を有する。
- 仏生山工場 - 琴平線、長尾線所属車両を担当。
- 今橋工場 - 志度線所属車両を担当。

## 高松市LRT構想への対応
2007年に就任した高松市の大西秀人市長は、市内中心部の活性化策としてLRTの導入を積極的に推進する立場を表明した。これに関連して、2005年以来凍結状態になっていた高松築港駅・栗林公園駅および花園駅間の連続立体交差化事業（JR高松駅隣接地への乗り入れが予定されていた）の打開策として、琴平線をLRT化することで工費の削減を図ってJRとの接続改善を実現するというプランも一時示され、2008年1月に開催された県による連続立体交差化の検討委員会でLRT化に関する議論がなされた。琴電側は輸送力の違いを理由に「今の路線での導入は非現実的」という意見を述べた。県の検討委員会は2009年5月の最終答申ではLRT化を案からはずした。2010年3月31日をもって連続立体交差事業は中止された。
その後、高松市は「高松市総合都市交通戦略検討協議会」を発足させ、LRT導入に関する検討を行っている。2009年3月の会合では、複線路盤を持つ琴平線の高松築港駅・仏生山駅間（当時複線で運行されているのは栗林公園駅以北）にLRTを走らせる案も委員から示された。これに対しても琴電側は「現在のダイヤでも需要に合っている。経済合理性の面から、LRTが持続可能な構想なのか疑問がある」という意見を示している。投資面からは既存の路線バス（ことでんバスの親会社でもある）などを活用するほうが合理的であるとしていた。協議会は2009年12月の会合で、琴平線の仏生山駅以北でのLRT運行につき4つの構想案を示した。その内容は、
1. 琴電は現状維持、LRTを同時運行
2. 琴電は現状維持、JR高松駅・仏生山駅間にLRT運行
3. 琴電は瓦町駅起点とし、JR高松駅・仏生山駅間にLRT運行
4. 琴電は仏生山駅始発とし、JR高松駅・仏生山駅間にLRT運行

である。これについて、琴電側はピーク時の輸送能力などへの懸念から、3・4の案には反対している。

## 関連会社
- ことでんバス - 連結子会社
- 四国高速バス - ことでんバスが株式の50%保有、持分法適用会社
- ことでんサービス - 2004年に旧・コトデンタクシーとビルメンテナンス業の北四国総業が合併。駅業務の受託も行っている。女性駅員を積極的に採用している。ことでんタクシーは同社の一部門だったが、2019年4月にことでんバスに移管されている。タクシーの車両はワゴンタイプを除きほぼ日産・セドリックになっている。
- 高松グランドカントリークラブ
- 屋島ドライブウェイ - 2017年7月、有料道路事業から撤退。引き続き山上売店を経営。

### かつての関連会社
- 屋島登山鉄道（屋島ケーブル） - 2004年10月（正式廃止は2005年8月）まで屋島でケーブルカーを運営。
- 新屋島水族館 - 旧・屋島山上水族館（株式会社屋島水族館）。2006年9月まで営業、同年10月より水槽メーカーの日プラ（現NIPPURA）の子会社、せとうち夢虫博物館株式会社（2018年に屋島水族館株式会社と改称）が運営。株式会社屋島水族館は2006年に「屋島施設管理株式会社」と名称変更し、2019年5月に特別清算が終結した[92]。
- コトデントラベルサービス - 本体の民事再生法申請前に事業休止。なお、ことでんバスの「バスツアー」は、ことでんバスを主催旅行会社とする主催旅行として、愛称「ハートツアー」として現在も催行中。
- コトデンそごう
- 瀬戸大橋高速バス
- 琴電商事 - コトデンスーパーを経営していた。本体の民事再生法申請前に自己破産している。
- 高松グランドホテル - 高松築港駅上にあったホテル。全日空ホテルズの一員でもあった。再開発のため廃業。
- 徳島西部交通 - 2018年にことでんバスに合併される。